# Firework
«Firework» — песня американской исполнительницы Кэти Перри, записанная для её третьего студийного альбома «Teenage Dream». Песня написана самой Перри совместно с
Mikkel S. Eriksen, Tor Erik Hermansen, Sandy Wilhelm, Эстер Дин, и спродюсирована Stargate и Sandy Vee. Песня повествует о самовыражении и вдохновении человека. Перри назвала «Firework» самой важной композицией альбома.
«Firework» получила преимущественно положительные отзывы музыкальных критиков, которые отмечали цепляющую мелодию, танцевальный бит и сопоставляли песню с работами британской группы Coldplay. Песня «Firework» имела коммерческий успех, заняв первое место в американском чарте Billboard Hot 100. 18 октября 2010 года Capitol Records выпустил песню в качестве третьего сингла. На декабрь 2012 года, песня была распродана тиражом 6 миллионов копий на территории США, что сделало Перри единственным артистом, чьи три сингла пересекли отметку в 6 млн. Также «Firework» является самым продаваемым третьим синглом, который не являлся частью переиздания. На 8 января 2011 года сингл «Firework» был продан количеством 509 тыс. копий в США, что стало пятым лучшим результатом среди исполнительниц и шестым лучшим результатом в целом. Песня была третьим последовательным синглом из одного альбома, который добрался до первого места; последней исполнительницей с подобным достижением была певица Моника в 1998 году. В 2020 году «Firework» получил двенадцатую платиновую сертификацию от RIAA.
Видеоклип «Firework» в рейтинге музыкального издания MuchMusic занял первое место среди 50 музыкальных видеоклипов 2010 года. Клип получил три номинации на церемонии MTV Video Music Awards 2011, выиграв главную награду «Видео года». Песня «Firework» была номинирована на премию «Грэмми» в категориях «Запись года» и «Лучшее поп-сольное исполнение».

## Композиция
«Firework» — это песня в стиле данс-поп. Песня написана в ключе Ля-бемоль мажор и выдержана в тактовой сигнатуре общего времени с темпом 124 удара в минуту. Вокальный диапазон Перри простирается от A♭3 до E♭5.

## Отзывы
MTV высоко оценил вокал Перри, но посчитал текст «неуклюжим». Обозреватель журнала Slant Magazine заявил, что песня «не является явно болезненной для прослушивания. Конечно, вдохновляющая лирика („Baby you’re a firework/Come on show them what you’re worth“) бессмысленна, … но припев набирает обороты, и песня достаточно хорошо работает в клубной обстановке, чтобы можно было простить её вопиющие недостатки». Стивен Томас Эрлевайн из AllMusic назвал «Firework» одним из лучших треков альбома, Ник Левин из Digital Spy поставил песне пять из пяти звёзд, назвав её «прямым гимном самоутверждения, обёрнутым в клубный бэнгер в стиле Coldplay от продюсерской команды Stargate».
Песня «Firework» была номинирована на премию «Грэмми» в категориях «Запись года» и «Лучшее поп-сольное исполнение».

## Коммерческий успех
В США сингл «Firework» дебютировал на № 57 в издании журнала Billboard датированным 6 ноября 2010 года. Он достиг первого места в Billboard Hot 100, став для Перри четвёртым в её карьере чарттоппером в США и третьим из второго альбома. Это сделало Перри первой женщиной с таким достижением за десятилетие, начиная со времён, когда певица Monica в 1998—1999 подняла три подряд хита № 1 из одного альбом на вершину американского чарта. Песня также возглавила чарты Hot Dance Club Songs, Mainstream Top 40 и Adult Pop Songs. Песня была сертифицирована дважды платиновой ассоциацией звукозаписи Recording Industry Association of America (RIAA). Песня стала пятой с таким достижением для Перри, сделав её исполнительницей с наибольшим числом синглов, выпущенных тиражом более 3 млн копий. На май 2011 года общий тираж сингла составил 4,531 млн копий в США. Сингл «Firework» для Перри один из пяти с тиражом более 4 млн копий, другие это «I Kissed a Girl», «Hot n Cold», «California Gurls» и «E.T.».
В 2020 году сингл был сертифицирован в 12-кратном платиновом статусе Recording Industry Association of America (RIAA). В 2014 году Перри стала первым артистом в цифровой истории, имеющей 6 песен тиражом более 5 млн копий у каждой: «Firework», «Hot n Cold», «California Gurls», «ET», «Roar» и «Dark Horse». К августу 2020 года тираж составил 7 400 000 копий в США.
В Канаде «Firework» дебютировал на № 51 в чарте Canadian Hot 100 в издании датированным 6 ноября 2010 и возглавил его 18 декабря 2010 года. 31 октября 2010 года сингл «Firework» дебютировал на № 37 в Австралии в чарте ARIA Singles Chart и достиг № 15 через неделю. Затем достиг № 3 и был сертифицирован четырежды платиновым ассоциацией Australian Recording Industry Association (ARIA) за тираж более 280 000 копий. Сингл дебютировал в Новой Зеландии на № 34 в октябре 2010 и достиг первого места.
В Великобритании сингл дебютировал на пятом месте в UK Singles Chart и достиг № 3. Он был сертифициован платиновым за тираж в 600 000 копий.. «Firework» стал первой песней Перри с тиражом более 1 млн копий в Великобритании и к февралю 2017 года суммарный тираж достиг 1 091 743 копий. Сингнл получил 2-кр.платинвую сертификацию British Phonographic Industry.
Песня вошла в Top-5 хит-парадов в Германии, Австрии, Бельгии, Италии, Норвегии, Швеции и Швейцарии, и вошла в Top-10 во Франции и Нидерландах
Песня «Firework» является главным саундтреком таких экранизаций, как «Мадагаскар 3» и «Элвин и бурундуки 3» и саундтреком к игре «The Sims 3: Шоу-Бизнес». В фильме «Интервью» обыгрывается любовь Ким Чен Ына к песне. В 2017 году эта песня прозвучала в мультфильме «Зверопой» (в том числе в одном из трейлеров к нему), однако не была включена в официальный саундтрек.

## Музыкальное видео
Видеоклип был выпущен 28 октября 2010 года. Режиссёром выступил Дэйв Мейерс. Действие происходит в Будапеште. В рейтинге музыкального издания MuchMusic песня «Firework» заняла первое место среди 50 музыкальных видеоклипов 2010 года. По некоторым сообщениям, видеоклип был подвергнут сравнениям с клипом «Beautiful». Клип получил три номинации на церемонии MTV Video Music Awards 2011, выиграв главную награду «Видео года». Песня «Firework» была номинирована на премию «Грэмми» в категориях «Запись года» и «Лучшее поп-сольное исполнение».

## Состав трека
- Интернет-загрузки (Digital download)[34]

1. «Firework» — 3:47
2. «Firework» (Music video) — 3:55

- German CD single[35]

1. «Firework» — 3:48
2. «Firework» (Instrumental) — 3:48

## Награды
| Год  | Название               | Номинация                     | Результат |
| ---- | ---------------------- | ----------------------------- | --------- |
| 2011 | MTV Video Music Awards | Видео года                    | Победа    |
| 2011 | MTV Video Music Awards | Лучшее женское видео          | Номинация |
| 2011 | MTV Video Music Awards | Лучшее видео с посланием      | Номинация |
| 2012 | Грэмми                 | Запись года                   | Номинация |
| 2012 | Грэмми                 | Лучшее сольное поп-исполнение | Номинация |

## Хит-парады и сертификация
| Чарты (2010—2012)                            | Высшая позиция |
| -------------------------------------------- | -------------- |
| Australian Singles Chart                     | 3              |
| Austrian Singles Chart                       | 3              |
| Belgian Singles Chart (Flanders)             | 5              |
| Belgian Singles Chart (Wallonia)             | 5              |
| BR Billboard Hot 100                         | 1              |
| BR Billboard Pop Songs                       | 1              |
| Canadian Hot 100                             | 1              |
| Czech Airplay Chart                          | 4              |
| Danish Singles Chart                         | 14             |
| Dutch Top 40                                 | 6              |
| European Hot 100 Singles                     | 1              |
| Finnish Singles Chart                        | 18             |
| French Singles Chart                         | 7              |
| German Singles Chart                         | 4              |
| German Airplay Chart                         | 3              |
| Hungarian Airplay Chart                      | 2              |
| Irish Singles Chart                          | 2              |
| Italian Singles Chart                        | 4              |
| Japan Hot 100                                | 46             |
| Japan Adult Contemporary Airplay (Billboard) | 94             |
| New Zealand Singles Chart                    | 1              |
| Norwegian Singles Chart                      | 2              |
| Polish Airplay Chart                         | 3              |
| Romanian Top 100                             | 15             |
| Scottish Singles Chart                       | 3              |
| Slovak Airplay Chart                         | 2              |
| Spanish Singles Chart                        | 14             |
| Swedish Singles Chart                        | 4              |
| Swiss Singles Chart                          | 3              |
| UK Singles Chart                             | 3              |
| US Billboard Hot 100                         | 1              |
| US Adult Contemporary                        | 1              |
| US Adult Pop Songs                           | 1              |
| US Hot Dance Club Songs                      | 1              |
| US Pop Songs                                 | 1              |

| Чарты (2010)                             | Позиция |
| ---------------------------------------- | ------- |
| Австралия (ARIA)                         | 24      |
| Германия (Media Control AG)              | 88      |
| Венгрия (Rádiós Top 40)                  | 94      |
| Ирландия (IRMA)                          | 9       |
| Новая Зеландия (RIANZ)                   | 17      |
| Великобритания (Official Charts Company) | 19      |
| Чарт (2011)                              | Позиция |
| Австралия (ARIA)                         | 28      |
| Австрия (Ö3 Austria Top 40)              | 37      |
| Бельгия                                  | 57      |
| Бельгия (Ultratop 50 Wallonia)           | 32      |
| Канада (Canadian Hot 100)                | 8       |
| Нидерланды (Mega Single Top 100)         | 38      |
| Франция (SNEP)                           | 34      |
| Германия (Media Control AG)              | 53      |
| Венгрия (Rádiós Top 40)                  | 26      |
| Новая Зеландия (RIANZ)                   | 31      |
| Испания (PROMUSICAE)                     | 32      |
| Швейцария (Schweizer Hitparade)          | 36      |
| Великобритания (Official Charts Company) | 65      |
| США Billboard Hot 100                    | 3       |
| США Pop Songs                            | 8       |
| США Adult Contemporary Songs             | 2       |
| США Adult Pop Songs                      | 6       |
| США Hot Dance Club Songs                 | 19      |
| США Latin Pop Songs                      | 38      |
| Чарт (2012)                              | Позиция |
| Франция (SNEP)                           | 133     |

| Чарт (2010—2019)        | Позиция |
| ----------------------- | ------- |
| Австралия (ARIA)        | 25      |
| США (Billboard Hot 100) | 43      |

| Чарт (1958—2018)      | Позиция |
| --------------------- | ------- |
| США Billboard Hot 100 | 205     |

## Сертификации
| Регион | Сертификация       | Продажи   |
| --- | ------------------ | --------- |
| Австралия (ARIA) | 10× Платиновый     | 700 000   |
| Австрия (IFPI Austria) | Золотой            | 15 000*   |
| Бельгия (BEA) | Золотой            | 15 000*   |
| Канада (Music Canada) | 6× Платиновый      | 480 000*  |
| Дания (IFPI Danmark) | Золотой            | 15 000^   |
| Германия (BVMI) | Платиновый         | 300 000   |
| Италия (FIMI) | 2× Платиновый      | 60 000*   |
| Япония (RIAJ) | Золотой            | 100 000*  |
| Мексика (AMPROFON) | Платиновый+Золотой | 90 000*   |
| Новая Зеландия (RMNZ) | 2× Платиновый      | 30 000*   |
| Норвегия (IFPI Norway) | 4× Платиновый      | 240 000   |
| Португалия (AFP) | Золотой            | 5000      |
| Швеция (GLF) | Платиновый         | 40 000    |
| Швейцария (IFPI Switzerland) | Золотой            | 15 000^   |
| Великобритания (BPI) | 2× Платиновый      | 1,091,743 |
| США (RIAA) | 12× Платиновый     | 7,400,000 |
| * Данные о продажах приведены только на основе сертификации. · ^ Данные о тиражах приведены только на основе сертификации. · Данные о продажах + прослушиваниях приведены только на основе сертификации. |                    |           |

## История релиза
| Страна         | Дата           | Формат                                  | Лейбл           |
| -------------- | -------------- | --------------------------------------- | --------------- |
| Великобритания | 2 ноября 2010  | Цифровая дистрибуция (Digital download) | Capitol Records |
| Германия       | 3 декабря 2010 | CD сингл                                | Capitol Records |
| Франция        | 24 января 2011 | CD сингл                                | Capitol Records |
| США            | 1 февраля 2011 | CD сингл                                | Capitol Records |

## Участники записи
- Авторы песни — Katy Perry, Mikkel S. Eriksen, Tor Erik Hermansen, Sandy Wilhelm, Ester Dean
- Продюсеры записи — Stargate, Sandy Vee, BirdmanIII
- Звукозапись — Mikkel S. Eriksen, Miles Walker, Carlos Oyandel, Damien Lewis, — Josh Houghkirk
- Аудиомикширование — Sandy Vee, Phil Tan
- Вокал — Katy Perry
- Музыкальные инструменты — Mikkel S. Eriksen, Tor Erik Hermansen, Sandy Vee
- Аудиоматсеринг — Brian Gardner

Источник информации альбом Teenage Dream.